# 로라 라이트
로라 라이트(Laura Wright, 1970년 9월 11일 ~ )는 미국의 배우이다.

## 출연 작품
- 조이 (2015)
- 가딩 라이트 (1952)